# Shkodran Mustafi
Shkodran Mustafi (Bad Hersfeld, 17 de abril de 1992) é um ex-futebolista alemão de origem albanesa que atuava como zagueiro.

## Clubes
Nascido em uma família de imigrantes albanesa, passou pelas categorias inferiores do Hamburger SV. Em 2009 transferiu-se ao Everton onde jogou apenas uma partida na equipe principal. Em janeiro de 2012 foi contratado pela Sampdoria.
Em 6 de agosto de 2014 transferiu-se ao Valencia por cinco temporadas.
O Arsenal o contratou em 30 de agosto de 2016.
Nas temporadas seguintes, jogou no Levante e no Schalke 04, mas dispensando em 2021, quando o Schalke 04 caiu para a segunda divisão.

## Seleção Alemã
Integra desde muito jovem as categorias de base da Seleção Alemã. Pela seleção principal, estreou em 13 de maio de 2014 contra a Polônia. Integrou a lista provisória de trinta convocados para a Copa do Mundo FIFA de 2014, mas foi chamado em 7 de junho de 2014 para o elenco oficial devido ao corte de Marco Reus. Participou das duas primeiras partidas do Grupo G e das oitavas-de-final.

## Títulos
Arsenal
- Copa da Inglaterra: 2016-17

Seleção Alemã
- Eurocopa Sub-17: 2009
- Copa do Mundo FIFA: 2014
- Copa das Confederações FIFA: 2017